# Glistjärn
Glistjärn este o arie protejată (arie specială de conservare — SAC, sit de importanță comunitară — SCI, arie de protecție specială avifaunistică — SPA) din Suedia întinsă pe o suprafață de 52,8 ha, integral pe uscat.

## Localizare
Centrul sitului Glistjärn este situat la coordonatele 60°56′08″N 15°05′34″E / 60.9356°N 15.0929°E.

## Înființare
Situl Glistjärn a fost declarat sit de importanță comunitară în aprilie 2004 pentru a proteja 4 specii de animale. Alte tipuri de protecție:
- arie de protecție specială avifaunistică (în aprilie 2004)[2]
- arie specială de conservare (în martie 2011)[1][3][4]

## Biodiversitate
Situată în ecoregiunea boreală, aria protejată conține 5 habitate naturale: Pajiști cu Molinia pe soluri calcaroase, turboase sau argilos-nămoloase (Molinion caeruleae), Lacuri eutrofice naturale cu vegetație de tip Magnopotamion sau Hydrocharition, Taiga vestică, Mlaștini turboase de tranziție și turbării mișcătoare, Pășuni din zone de pădure fino-scandinave.
La baza desemnării sitului se află mai multe specii protejate de  păsări (4): erete de stuf (Circus aeruginosus), cocor (Grus grus), corcodel-urechiat (Podiceps auritus), fluierar de mlaștină (Tringa glareola).